# J.D. Tippit
J.D. Tippit (Annona, 18 settembre 1924 – Dallas, 22 novembre 1963) è stato un poliziotto statunitense del Dipartimento di Dallas.
Circa 45 minuti dopo l'omicidio di John Fitzgerald Kennedy, venne ucciso dal presunto assassino dello stesso Presidente, Lee Harvey Oswald, un disadattato e mentalmente instabile ex Marine che lavorava come impiegato al Dallas Book Depository, in Dealey Plaza.

## Biografia
Nacque ad Annona, Texas, da Edgar Lee Tippit (1902–2006) e Lizzie Mae Tippit (nata Rush,1905–1990), ed era il primogenito di sette figli. La sua famiglia possiede origini inglesi, essendo i suoi antenati emigrati in Virginia nel 1635. Entrò nell'esercito degli Stati Uniti il 21 luglio 1944, rimanendovi fino al 1946. Dopo svariati lavori, nel giugno 1952 decise di entrare in Polizia. Al momento della sua morte, guadagnava $490 ($4.090 nel 2019), gli era stato assegnato il veicolo #10 e possedeva il distintivo #848. Svolgeva inoltre due lavori ausiliari: il venerdì e e il sabato lavorava presso il Ristorante "Austin's Barbecue", mentre la domenica presso il Teatro "Stevens Park". Era sposato con Mary Frances, dalla quale aveva avuto tre figli.

## La morte

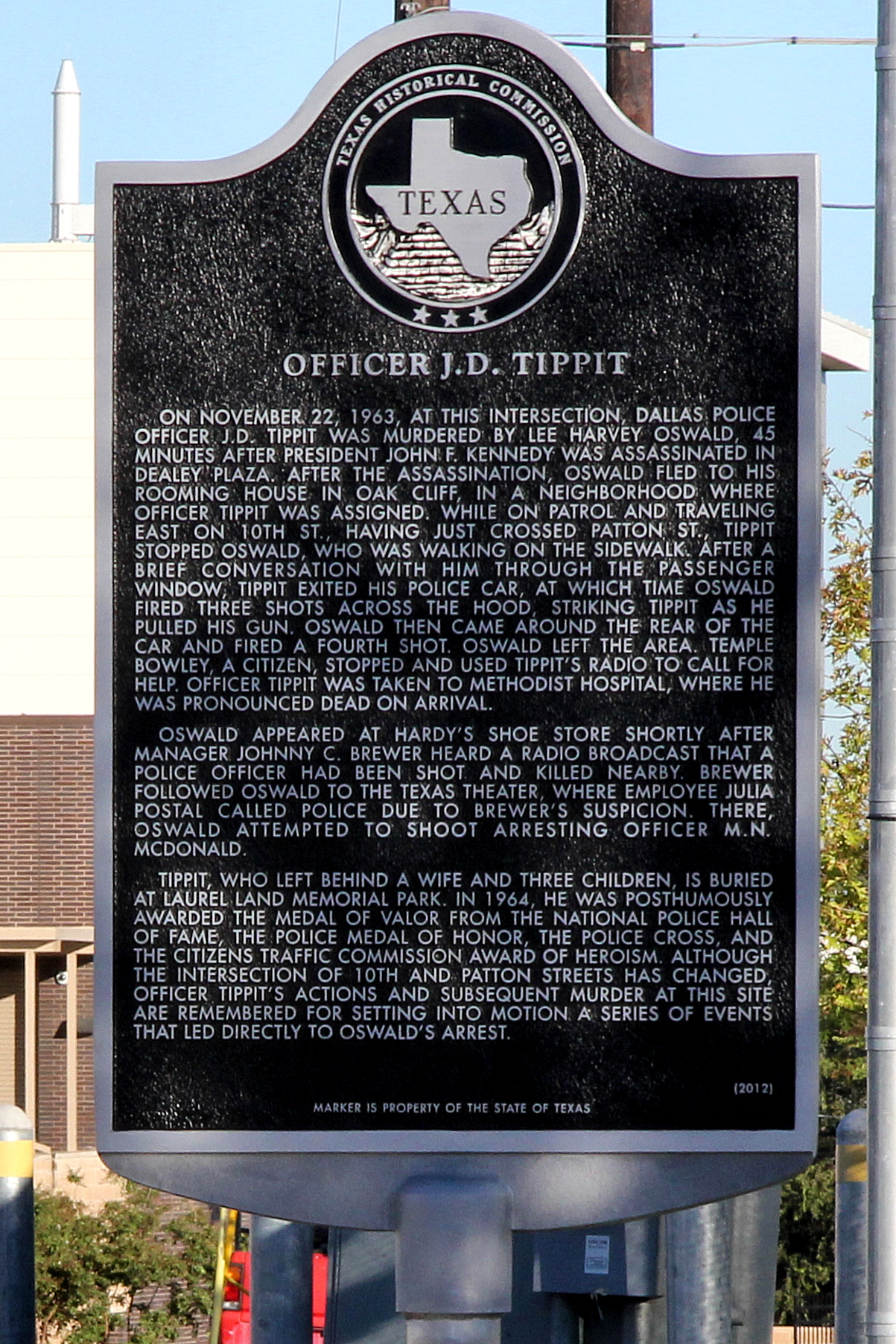
Targa del Texas tra la 10th Street e Patton Avenue a Dallas

Poco dopo l'omicidio del Presidente, Tippit stava pattugliando la zona residenziale Oak Cliff di Dallas a bordo della sua auto di servizio, alla ricerca dell'uomo che aveva ucciso Kennedy, munito solamente dell'identikit fornitogli dalla Centrale. Una volta raggiunto il sospetto, scese dalla sua auto avvicinandosi ad Oswald, il quale estrasse la pistola dalla tasca e gli sparò due colpi, uno in pieno petto e uno alla tempia. Venne trasportato d'urgenza in ambulanza al Methodist Hospital, dove venne dichiarato morto alle 13:25. Come testimoni dell'accaduto ci furono circa 10 persone, ed ognuna di loro riconobbe Oswald come l'omicida dell'agente Tippit la sera stessa, presso la Centrale di Polizia. L'ex Marine venne accusato dell'omicidio di Tippit alle ore 19:30 e di quello del Presidente Kennedy alle ore 22:45, prima di essere ucciso con un colpo d'arma da fuoco, dopo soli due giorni, da Jack Ruby, nei sotterranei della centrale di Polizia di Dallas.

## Presunto ruolo nell'omicidio Kennedy
Secondo le teorie complottistiche, fu J.D. Tippit che fece partire il colpo finale, il terzo, che uccise il Presidente Kennedy, procurandogli una ferita mortale al cervello. In una foto polaroid scattata da Mary Moorman, si può intravedere, attraverso un ingrandimento, il cosiddetto "Badge Man" (in italiano "L'uomo con il distintivo"), in quanto pare venga ritratto un uomo, dalla capigliatura molto simile a quella di Tippit, con indosso un'uniforme da poliziotto con distintivo in vista, e con il presunto lampo di uno sparo, presso la collinetta erbosa, Grassy Knoll, in Dealey Plaza; molte persone difatti vennero viste, e fotografate, correre verso quella collinetta dopo aver udito lo sparo e aver scorso un piccolo sbuffo di fumo, bensì non vennero ritrovati bossoli o tanto meno armi abbandonate sul luogo. Inoltre, un informatore dei federali, H. Theodore Lee, aveva sentito dire da alcuni frequentanti un'associazione pro-Cuba che Tippit avrebbe sparato il colpo mortale, e che lui, Oswald e Ruby (l'omicida dello stesso Oswald), si sarebbero incontrati la settimana prima dell'omicidio.